# Antigua och Barbuda i olympiska sommarspelen 1988
Antigua och Barbuda deltog i de olympiska sommarspelen 1988 med en trupp bestående av 15 deltagare, men ingen av landets deltagare erövrade någon medalj.

## Friidrott
Herrarnas 4 x 400 meter stafett
- Howard Lindsay, Alfred Browne, Oral Selkridge och Larry Miller
  - Heat — 3:11,04 (→ gick inte vidare)

Herrarnas längdhopp
- James Browne
  - Kval — 7,67m (→ gick inte vidare, 17:e plats)

## Segling
Herrar
| Seglare    | Gren                  | Lopp | Lopp | Lopp | Lopp | Lopp | Lopp | Lopp | Resultat | Placering |
| Seglare    | Gren                  | 1    | 2    | 3    | 4    | 5    | 6    | 7    | Resultat | Placering |
| ---------- | --------------------- | ---- | ---- | ---- | ---- | ---- | ---- | ---- | -------- | --------- |
| Eli Fuller | Herrarnas Division II | YMP  | 30   | 36   | 36   | RET  | 34   | 24   | 228,0    | 31        |